# Polskie Towarzystwo Agronomiczne
Polskie Towarzystwo Agronomiczne (dawniej Polskie Towarzystwo Nauk Agrotechnicznych) – stowarzyszenie naukowe, założone 1985 z siedzibą w Poznaniu. Zrzesza pracowników uczelni rolniczych, pracowników Instytutu Uprawy Nawożenia i Gleboznawstwa oraz inne osoby związane zawodowo z pracą naukową w zakresie produkcji roślinnej.
Celem PTA jest: działanie na rzecz rozwoju oraz postępu naukowego i technicznego w produkcji roślinnej oraz upowszechnianie osiągnięć naukowych i wymiana doświadczeń w zakresie produkcji roślinnej i ochrony środowiska.
Przy PTA afiliowana jest polska sekcja ESA .
PTA wydaje kwartalnik „Fragmenta Agronomica” i „Bibliotheca Fragmenta Agronomica”.